# Реакирт, Трайон
Трайон Реакирт (англ. Tryon Reakirt; 21 апреля 1844 — после 1871) — американский предприниматель и энтомолог. Написал несколько статей о бабочках и подавал большие надежды. Однако финансовые трудности и проблемы с законом заставили его прервать карьеру на взлёте и покинуть страну.
Занимался фармацевтическим и химическим бизнесом. В возрасте девятнадцати лет в 1863 году стал членом Американского энтомологического общества в своей родной Филадельфии. Среди описанных Реакиртом видов бабочек — Callophrys xami.
Из-за финансовых проблем и обвинений в подделке документов и растрате уехал из страны, первоначально в Лиму, Перу, а затем, возможно, в Рио-де-Жанейро. Судя по сохранившейся корреспонденции он болел дизентерией. Последние данные о Реакирте датируются 1871 или 1872 годом.
Его коллекцию насекомых выкупил Герман Штреккер. В 1908 году их объединенная коллекция поступила в Филдовский музей естественной истории.